# Liste der Stolpersteine in Schwerte
Die Liste der Stolpersteine in Schwerte enthält Stolpersteine, die im Rahmen des gleichnamigen Kunstprojekts von Gunter Demnig in Schwerte verlegt wurden. Mit ihnen soll an Opfer des Nationalsozialismus erinnert werden, die in Schwerte lebten und wirkten.

## Liste der Stolpersteine
| Name                     | Adresse                | Bild | Inschrift | Verlegedatum  | Biografie und Anmerkungen                                                  |
| ------------------------ | ---------------------- | --- | --- | ------------- | -------------------------------------------------------------------------- |
| Max Neugarten            | Alte Freiheit 11       | Bild gesucht Der Benutzer GeorgDerReisende ( Diskussion ) wünscht sich an dieser Stelle ein Bild vom Ort mit diesen Koordinaten 51.421311 7.527284 . Motiv: Alte Freiheit 11: Stolpersteine für Familie Neugarten, die Lage und das Haus Falls du dabei helfen möchtest, erklärt die Anleitung , wie das geht. BW                   | Hier wohnte Max Neugarten Jg. 1891 verhaftet 1938 Sachsenhausen deportiert 1943 ermordet in Auschwitz                                   | 13. März 2007 |                                                                            |
| Johanna Neugarten        | Alte Freiheit 11       | Bild gesucht Die Wikipedia wünscht sich an dieser Stelle ein Bild vom hier behandelten Ort. Falls du dabei helfen möchtest, erklärt die Anleitung , wie das geht. BW | Hier wohnte Johanna Neugarten geb. Giesberg Jg. 1893 deportiert 1943 ermordet in Auschwitz                                              | 13. März 2007 |                                                                            |
| Hildegard Neugarten      | Alte Freiheit 11       | Bild gesucht Die Wikipedia wünscht sich an dieser Stelle ein Bild vom hier behandelten Ort. Falls du dabei helfen möchtest, erklärt die Anleitung , wie das geht. BW | Hier wohnte Hildegard Neugarten Jg. 1923 deportiert 1943 ermordet in Auschwitz                                                          | 13. März 2007 |                                                                            |
| Ella Ruhr                | Am Markt 1             | Bild gesucht Der Benutzer GeorgDerReisende ( Diskussion ) wünscht sich an dieser Stelle ein Bild vom Ort mit diesen Koordinaten 51.440062 7.569829 . Motiv: Am Markt 1: Stolpersteine für Familie Ruhr, die Lage und das Haus Falls du dabei helfen möchtest, erklärt die Anleitung , wie das geht. BW                              | Hier wohnte Ella Ruhr ... | 13. Dez. 2019 |                                                                            |
| Erich Ruhr               | Am Markt 1             | Bild gesucht Die Wikipedia wünscht sich an dieser Stelle ein Bild vom hier behandelten Ort. Falls du dabei helfen möchtest, erklärt die Anleitung , wie das geht. BW | Hier wohnte Erich Ruhr ... | 13. Dez. 2019 |                                                                            |
| Sofie Ruhr               | Am Markt 1             | Bild gesucht Die Wikipedia wünscht sich an dieser Stelle ein Bild vom hier behandelten Ort. Falls du dabei helfen möchtest, erklärt die Anleitung , wie das geht. BW | Hier wohnte Sofie Ruhr ... | 13. Dez. 2019 |                                                                            |
| Heinz Mayer              | Am Markt 5             | Bild gesucht Der Benutzer GeorgDerReisende ( Diskussion ) wünscht sich an dieser Stelle ein Bild vom Ort mit diesen Koordinaten 51.439984 7.569385 . Motiv: Am Markt 5: Stolperstein für Familie Mayer, die Lage und das Haus Falls du dabei helfen möchtest, erklärt die Anleitung , wie das geht. BW                              | Hier wohnte Heinz Mayer ... | 5. Sep. 2006  | Die Stolpersteine für die Familie Mayer wurden im August 2024 neu verlegt. |
| David Mayer              | Am Markt 5             | Bild gesucht Die Wikipedia wünscht sich an dieser Stelle ein Bild vom hier behandelten Ort. Falls du dabei helfen möchtest, erklärt die Anleitung , wie das geht. BW | Hier wohnte David Mayer ... | 13. Dez. 2019 |                                                                            |
| Heinrich Mayer           | Am Markt 5             | Bild gesucht Die Wikipedia wünscht sich an dieser Stelle ein Bild vom hier behandelten Ort. Falls du dabei helfen möchtest, erklärt die Anleitung , wie das geht. BW | Hier wohnte Heinrich Mayer ... | 13. Dez. 2019 |                                                                            |
| Hildegard Mayer          | Am Markt 5             | Bild gesucht Die Wikipedia wünscht sich an dieser Stelle ein Bild vom hier behandelten Ort. Falls du dabei helfen möchtest, erklärt die Anleitung , wie das geht. BW | Hier wohnte Hildegard Mayer ... | 13. Dez. 2019 |                                                                            |
| Johannes Baumöller       | Bahnhofstraße 8        | Bild gesucht Der Benutzer GeorgDerReisende ( Diskussion ) wünscht sich an dieser Stelle ein Bild vom Ort mit diesen Koordinaten 51.441907 7.563667 . Motiv: Bahnhofstraße 8: Stolpersteine für das Ehepaar Sternheim, die Lage und das Haus Falls du dabei helfen möchtest, erklärt die Anleitung , wie das geht. BW                | Hier wohnte Johannes Baumöller ... | 5. Sep. 2006  |                                                                            |
| Hermann Sternheim        | Bahnhofstraße 8        | Bild gesucht Der Benutzer GeorgDerReisende ( Diskussion ) wünscht sich an dieser Stelle ein Bild vom Ort mit diesen Koordinaten 51.441907 7.563667 . Motiv: Bahnhofstraße 8: Stolpersteine für das Ehepaar Sternheim, die Lage und das Haus Falls du dabei helfen möchtest, erklärt die Anleitung , wie das geht. BW                | Hier wohnte Hermann Sternheim Jg. 1873 deportiert 1942 Theresienstadt Auschwitz ermordet April 1944                                     | 5. Sep. 2006  |                                                                            |
| Emmy Sternheim           | Bahnhofstraße 8        | Bild gesucht Die Wikipedia wünscht sich an dieser Stelle ein Bild vom hier behandelten Ort. Falls du dabei helfen möchtest, erklärt die Anleitung , wie das geht. BW | Hier wohnte Emmy Sternheim geb. Weinberg Jg. 1882 deportiert 1942 Theresienstadt Auschwitz ermordet 1944                                | 5. Sep. 2006  |                                                                            |
| Ernst Sadowski           | Beckestraße 35         | Bild gesucht Der Benutzer GeorgDerReisende ( Diskussion ) wünscht sich an dieser Stelle ein Bild vom Ort mit diesen Koordinaten 51.438281 7.563216 . Motiv: Beckestraße 35: Stolperstein für Ernst Sadowski, die Lage und das Haus Falls du dabei helfen möchtest, erklärt die Anleitung , wie das geht. BW                         | Hier wohnte Ernst Sadowski ... | 13. Dez. 2019 |                                                                            |
| Wilhelm Kuhlmann         | Bergische Straße 73 ·  | Bild gesucht Der Benutzer GeorgDerReisende ( Diskussion ) wünscht sich an dieser Stelle ein Bild vom Ort mit diesen Koordinaten 51.451807 7.571335 . Motiv: Bergische Straße 73: Stolperstein für Wilhelm Kuhlmann, die Lage und das Haus Falls du dabei helfen möchtest, erklärt die Anleitung , wie das geht. BW                  | Hier wohnte Wilhelm Kuhlmann ... | 13. Dez. 2019 |                                                                            |
| Siegfried Neuwahl        | Brückstraße 9          | Bild gesucht Der Benutzer GeorgDerReisende ( Diskussion ) wünscht sich an dieser Stelle ein Bild vom Ort mit diesen Koordinaten 51.440626 7.569971 . Motiv: Brückstraße 9: Stolpersteine für die Familie Neuwahl, die Lage und das Haus Falls du dabei helfen möchtest, erklärt die Anleitung , wie das geht. BW                    | Hier wohnte Siegfried Neuwahl Jg. 1883 deportiert 28.4.1943                                                                             | 4. Feb. 2008  |                                                                            |
| Wilhelmine Neuwahl       | Brückstraße 9          | Bild gesucht Die Wikipedia wünscht sich an dieser Stelle ein Bild vom hier behandelten Ort. Falls du dabei helfen möchtest, erklärt die Anleitung , wie das geht. BW | Hier wohnte Wilhelmine Neuwahl geb. Winter Jg. 1898 verhaftet 1938 KZ Oranienburg deportiert 28.4.1943 Lublin ermordet                  | 4. Feb. 2008  |                                                                            |
| Hans Neuwahl             | Brückstraße 9          | Bild gesucht Die Wikipedia wünscht sich an dieser Stelle ein Bild vom hier behandelten Ort. Falls du dabei helfen möchtest, erklärt die Anleitung , wie das geht. BW | Hier wohnte Hans Neuwahl Jg. 1921 Flucht Australien überlebt                                                                            | 4. Feb. 2008  |                                                                            |
| Emil Sternberg           | Eintrachtstraße 5      | Bild gesucht Der Benutzer GeorgDerReisende ( Diskussion ) wünscht sich an dieser Stelle ein Bild vom Ort mit diesen Koordinaten 51.441237 7.564897 . Motiv: Eintrachtstraße 5: Stolpersteine für die Familien Sternberg und Spiegel, die Lage und das Haus Falls du dabei helfen möchtest, erklärt die Anleitung , wie das geht. BW | Hier wohnte Emil Sternberg Jg. 1863 deportiert 1942 Theresienstadt für tot erklärt                                                      | 13. März 2007 |                                                                            |
| Rika Sternberg           | Eintrachtstraße 5      | Bild gesucht Die Wikipedia wünscht sich an dieser Stelle ein Bild vom hier behandelten Ort. Falls du dabei helfen möchtest, erklärt die Anleitung , wie das geht. BW | Hier wohnte Rika Sternberg geb. Meyberg Jg. 1876 deportiert 1942 Theresienstadt für tot erklärt                                         | 13. März 2007 |                                                                            |
| Grete Sternberg          | Eintrachtstraße 5      | Bild gesucht Die Wikipedia wünscht sich an dieser Stelle ein Bild vom hier behandelten Ort. Falls du dabei helfen möchtest, erklärt die Anleitung , wie das geht. BW | Hier wohnte Grete Sternberg Jg. 1899 deportiert 1942 Theresienstadt für tot erklärt                                                     | 13. März 2007 |                                                                            |
| Isidor Spiegel           | Eintrachtstraße 5      | Bild gesucht Die Wikipedia wünscht sich an dieser Stelle ein Bild vom hier behandelten Ort. Falls du dabei helfen möchtest, erklärt die Anleitung , wie das geht. BW | Hier wohnte Isidor Spiegel Jg. 1896 deportiert 1943 Riga für tot erklärt                                                                | 13. März 2007 |                                                                            |
| Emma Spiegel             | Eintrachtstraße 5      | Bild gesucht Die Wikipedia wünscht sich an dieser Stelle ein Bild vom hier behandelten Ort. Falls du dabei helfen möchtest, erklärt die Anleitung , wie das geht. BW | Hier wohnte Emma Spiegel geb. Sternberg Jg. 1902 deportiert 1943 Richtung Osten für tot erklärt                                         | 13. März 2007 |                                                                            |
| Edith Spiegel            | Eintrachtstraße 5      | Bild gesucht Die Wikipedia wünscht sich an dieser Stelle ein Bild vom hier behandelten Ort. Falls du dabei helfen möchtest, erklärt die Anleitung , wie das geht. BW | Hier wohnte Edith Spiegel Jg. 1927 deportiert 1943 Riga für tot erklärt                                                                 | 13. März 2007 |                                                                            |
| Richard Spiegel          | Eintrachtstraße 5      | Bild gesucht Die Wikipedia wünscht sich an dieser Stelle ein Bild vom hier behandelten Ort. Falls du dabei helfen möchtest, erklärt die Anleitung , wie das geht. BW | Hier wohnte Richard Spiegel Jg. 1930 deportiert 1943 Riga für tot erklärt                                                               | 13. März 2007 |                                                                            |
| Heinz Neuhaus            | Friedensstraße 19      | Bild gesucht Der Benutzer GeorgDerReisende ( Diskussion ) wünscht sich an dieser Stelle ein Bild vom Ort mit diesen Koordinaten 51.439596 7.564097 . Motiv: Friedensstraße 19: Stolpersteine für Familie Neuhaus, die Lage und das Haus Falls du dabei helfen möchtest, erklärt die Anleitung , wie das geht. BW                    | Hier wohnte Heinz Neuhaus ... | 13. Dez. 2019 |                                                                            |
| Julius Neuhaus           | Friedensstraße 19      | Bild gesucht Die Wikipedia wünscht sich an dieser Stelle ein Bild vom hier behandelten Ort. Falls du dabei helfen möchtest, erklärt die Anleitung , wie das geht. BW | Hier wohnte Julius Neuhaus ... | 13. Dez. 2019 |                                                                            |
| Selma Neuhaus            | Friedensstraße 19      | Bild gesucht Die Wikipedia wünscht sich an dieser Stelle ein Bild vom hier behandelten Ort. Falls du dabei helfen möchtest, erklärt die Anleitung , wie das geht. BW | Hier wohnte Selma Neuhaus ... | 13. Dez. 2019 |                                                                            |
| Oskar Löwenstein         | Hagener Straße 93 ·    | Bild gesucht Der Benutzer GeorgDerReisende ( Diskussion ) wünscht sich an dieser Stelle ein Bild vom Ort mit diesen Koordinaten 51.4330314 7.5615424 . Motiv: Hagener Straße 93: Stolpersteine für das Ehepaar Löwenstein, die Lage und das Haus Falls du dabei helfen möchtest, erklärt die Anleitung , wie das geht. BW           | Hier wohnte Oskar Löwenstein ... | 13. Dez. 2019 |                                                                            |
| Sophie Löwenstein        | Hagener Straße 93 ·    | Bild gesucht Die Wikipedia wünscht sich an dieser Stelle ein Bild vom hier behandelten Ort. Falls du dabei helfen möchtest, erklärt die Anleitung , wie das geht. BW | Hier wohnte Sophie Löwenstein ... | 13. Dez. 2019 |                                                                            |
| Karl Gerharts            | Hörder Straße 59 ·     | Bild gesucht Der Benutzer GeorgDerReisende ( Diskussion ) wünscht sich an dieser Stelle ein Bild vom Ort mit diesen Koordinaten 51.451261 7.56169 . Motiv: Hörder Straße 59: Stolperstein für Karl Gerharts, die Lage und das Haus Falls du dabei helfen möchtest, erklärt die Anleitung , wie das geht. BW                         | Hier wohnte Karl Gerharts ... | 13. Dez. 2019 |                                                                            |
| Joseph Kölling           | Hüsingstraße 1         | Stolperstein für Joseph Kölling | Hier wohnte Joseph Kölling Jg. 1886 Flucht Holland deportiert 1943 Dachau befreit                                                       | 13. März 2007 |                                                                            |
| Hedwig Kölling           | Hüsingstraße 1         | Stolperstein für Hedwig Kölling | Hier wohnte Hedwig Kölling geb. Hirschberg Jg. 1882 Flucht Holland deportiert 1944 ermordet in Auschwitz                                | 13. März 2007 |                                                                            |
| Gisela Kölling           | Hüsingstraße 1         | Stolperstein für Gisela Kölling | Hier wohnte Gisela Kölling Jg. 1909 Flucht Holland überlebt                                                                             | 13. März 2007 |                                                                            |
| Bernhard Kölling         | Hüsingstraße 1         | Stolperstein für Bernhard Kölling | Hier wohnte Bernhard Kölling Jg. 1912 Flucht Holland versteckt überlebt                                                                 | 13. März 2007 |                                                                            |
| Harriet Kölling          | Hüsingstraße 1         | Stolperstein für Harriet Kölling | Hier wohnte Harriet Kölling Jg. 1912 Flucht Holland überlebt                                                                            | 13. März 2007 |                                                                            |
| Hannah Kölling           | Hüsingstraße 1         | Stolperstein für Hannah Kölling | Hier wohnte Hannah Kölling Jg. 1918 Flucht Holland überlebt                                                                             | 13. März 2007 |                                                                            |
| Ursula Kölling           | Hüsingstraße 1         | Stolperstein für Ursula Kölling | Hier wohnte Ursula Kölling Jg. 1920 Flucht Holland überlebt                                                                             | 13. März 2007 |                                                                            |
| Moritz Mosbach           | Hüsingstraße 6         | Bild gesucht Der Benutzer GeorgDerReisende ( Diskussion ) wünscht sich an dieser Stelle ein Bild vom Ort mit diesen Koordinaten 51.441329 7.568134 . Motiv: Hüsingstraße 6: Stolpersteine für Familie Mosbach, die Lage und das Haus Falls du dabei helfen möchtest, erklärt die Anleitung , wie das geht. BW                       | Hier wohnte Moritz Mosbach Jg. 1871 deportiert 28.7.1942 Theresienstadt Treblinka ???                                                   | 4. Feb. 2008  |                                                                            |
| Helene Mosbach           | Hüsingstraße 6         | Bild gesucht Die Wikipedia wünscht sich an dieser Stelle ein Bild vom hier behandelten Ort. Falls du dabei helfen möchtest, erklärt die Anleitung , wie das geht. BW | Hier wohnte Helene Mosbach geb. Kahn Jg. 1873 deportiert 28.7.1942 ermordet in Theresienstadt                                           | 4. Feb. 2008  |                                                                            |
| Alfred Mosbach           | Hüsingstraße 6         | Bild gesucht Die Wikipedia wünscht sich an dieser Stelle ein Bild vom hier behandelten Ort. Falls du dabei helfen möchtest, erklärt die Anleitung , wie das geht. BW | Hier wohnte Alfred Mosbach Jg. 1904 deportiert ermordet in Sobibor                                                                      | 4. Feb. 2008  |                                                                            |
| Abraham Galonska         | Hüsingstraße 7         | Bild gesucht Der Benutzer GeorgDerReisende ( Diskussion ) wünscht sich an dieser Stelle ein Bild vom Ort mit diesen Koordinaten 51.44128 7.568148 . Motiv: Hüsingstraße 7: Stolpersteine für Familie Galonska, die Lage und das Haus Falls du dabei helfen möchtest, erklärt die Anleitung , wie das geht. BW                       | Hier wohnte Abraham Galonska Jg. 1882 vertrieben 28.10.1938 Ghetto Krakau ermordet in Treblinka                                         | 5. Sep. 2006  |                                                                            |
| Elfriede Galonska        | Hüsingstraße 7         | Bild gesucht Die Wikipedia wünscht sich an dieser Stelle ein Bild vom hier behandelten Ort. Falls du dabei helfen möchtest, erklärt die Anleitung , wie das geht. BW | Hier wohnte Elfriede Galonska geb. Schlesinger Jg. 1893 vertrieben 28.10.1938 Ghetto Krakau ermordet in Treblinka                       | 5. Sep. 2006  |                                                                            |
| Cilla Galonska           | Hüsingstraße 7         | Bild gesucht Die Wikipedia wünscht sich an dieser Stelle ein Bild vom hier behandelten Ort. Falls du dabei helfen möchtest, erklärt die Anleitung , wie das geht. BW | Hier wohnte Cilla Galonska Jg. 1925 vertrieben 28.10.1938 nach Polen KZ Blechhammer befreit                                             | 5. Sep. 2006  |                                                                            |
| Friederike H. Kugelmann  | Hüsingstraße 27        | Bild gesucht Die Wikipedia wünscht sich an dieser Stelle ein Bild vom hier behandelten Ort. Falls du dabei helfen möchtest, erklärt die Anleitung , wie das geht. BW | Hier wohnte Friederike H. Kugelmann geb. Kugelmann Jg. 1888 deportiert ermordet 1944 in Auschwitz                                       | 5. Sep. 2006  |                                                                            |
| Ruth Katzenstein         | Hüsingstraße 27        | Bild gesucht Die Wikipedia wünscht sich an dieser Stelle ein Bild vom hier behandelten Ort. Falls du dabei helfen möchtest, erklärt die Anleitung , wie das geht. BW | Hier wohnte Ruth Kugelmann geb. Kugelmann Jg. 1911 Flucht Holland deportiert Auschwitz ermordet 3.9.1943                                | 5. Sep. 2006  |                                                                            |
| Roby Katzenstein         | Hüsingstraße 27        | Bild gesucht Die Wikipedia wünscht sich an dieser Stelle ein Bild vom hier behandelten Ort. Falls du dabei helfen möchtest, erklärt die Anleitung , wie das geht. BW | Hier wohnte Roby Katzenstein Jg. 1940 Flucht Holland deportiert Auschwitz ermordet 3.9.1943                                             | 5. Sep. 2006  |                                                                            |
| Rebecca Ruth Kugelmann   | Hüsingstraße 27        | Bild gesucht Der Benutzer GeorgDerReisende ( Diskussion ) wünscht sich an dieser Stelle ein Bild vom Ort mit diesen Koordinaten 51.441238 7.566795 . Motiv: Hüsingstraße 27: Stolpersteine für Familien Kugelmann und Katzenstein, die Lage und das Haus Falls du dabei helfen möchtest, erklärt die Anleitung , wie das geht. BW   | Hier wohnte Rebecca Ruth Kugelmann Jg. 1878 deportiert 28.7.1942 Theresienstadt überlebt                                                | 4. Feb. 2008  |                                                                            |
| Frieda Jonasson          | Grove Wiese 7          | Bild gesucht Der Benutzer GeorgDerReisende ( Diskussion ) wünscht sich an dieser Stelle ein Bild vom Ort mit diesen Koordinaten 51.412432 7.564056 . Motiv: Grove Wiese 7: Stolperstein für Frieda Jonasson, die Lage und das Haus Falls du dabei helfen möchtest, erklärt die Anleitung , wie das geht. BW                         | Hier wohnte Frieda Jonasson Jg. 1866 deportiert 1942 Theresienstadt ermordet 5.7.1942                                                   | 13. Aug. 2010 |                                                                            |
| Heinrich Drescher        | Kantstraße 10          | Bild gesucht Der Benutzer GeorgDerReisende ( Diskussion ) wünscht sich an dieser Stelle ein Bild vom Ort mit diesen Koordinaten 51.439988 7.564535 . Motiv: Kantstraße 10: Stolperstein für Heinrich Drescher, die Lage und das Haus Falls du dabei helfen möchtest, erklärt die Anleitung , wie das geht. BW                       | Hier wohnte Heinrich Drescher Jg. 1889 verhaftet 1937 Zuchthaus Bochum tot 1943                                                         | 13. März 2007 |                                                                            |
| Max Strauss              | Karl-Gerharts-Straße 5 | Bild gesucht Der Benutzer GeorgDerReisende ( Diskussion ) wünscht sich an dieser Stelle ein Bild vom Ort mit diesen Koordinaten 51.442911 7.561702 . Motiv: Karl-Gerharts-Straße 5: Stolpersteine für die Familie Strauss, die Lage und das Haus Falls du dabei helfen möchtest, erklärt die Anleitung , wie das geht. BW           | Hier wohnte Max Strauss Jg. 1876 Flucht Holland interniert Westerbork deportiert 17.9.1942 Auschwitz ermordet 17.9.1942                 | 4. Feb. 2008  |                                                                            |
| Goldina Strauss          | Karl-Gerharts-Straße 5 | Bild gesucht Die Wikipedia wünscht sich an dieser Stelle ein Bild vom hier behandelten Ort. Falls du dabei helfen möchtest, erklärt die Anleitung , wie das geht. BW | Hier wohnte Goldina Strauss geb. Höller Jg. 1880 Flucht Holland interniert Westerbork deportiert 14.9.1942 Auschwitz ermordet 17.9.1942 | 4. Feb. 2008  |                                                                            |
| Lothar Strauss           | Karl-Gerharts-Straße 5 | Bild gesucht Die Wikipedia wünscht sich an dieser Stelle ein Bild vom hier behandelten Ort. Falls du dabei helfen möchtest, erklärt die Anleitung , wie das geht. BW | Hier wohnte Lothar Strauss Jg. 1905 Flucht 1934 Holland interniert Westerbork deportiert 28.2.1942 Auschwitz ermordet 28.2.1942         | 4. Feb. 2008  |                                                                            |
| Kurt Strauss             | Karl-Gerharts-Straße 5 | Bild gesucht Die Wikipedia wünscht sich an dieser Stelle ein Bild vom hier behandelten Ort. Falls du dabei helfen möchtest, erklärt die Anleitung , wie das geht. BW | Hier wohnte Kurt Strauss Jg. 1906 Flucht USA überlebt                                                                                   | 4. Feb. 2008  |                                                                            |
| Siegmund Cohen           | Karl-Gerharts-Straße 7 | Bild gesucht Der Benutzer GeorgDerReisende ( Diskussion ) wünscht sich an dieser Stelle ein Bild vom Ort mit diesen Koordinaten 51.443005 7.561793 . Motiv: Karl-Gerharts-Straße 7: Stolpersteine für Familien Cohen und Weinberg, die Lage und das Haus Falls du dabei helfen möchtest, erklärt die Anleitung , wie das geht. BW   | Hier wohnte Siegmund Cohen Jg. 1874 deportiert 1942 Sobibor ermordet 7.5.1943                                                           | 4. Feb. 2008  |                                                                            |
| Olga Cohen               | Karl-Gerharts-Straße 7 | Bild gesucht Die Wikipedia wünscht sich an dieser Stelle ein Bild vom hier behandelten Ort. Falls du dabei helfen möchtest, erklärt die Anleitung , wie das geht. BW | Hier wohnte Olga Cohen geb. Goudberg Jg. 1885 deportiert 1942 ermordet in Sobibor                                                       | 4. Feb. 2008  |                                                                            |
| Siegfried Heinz Weinberg | Karl-Gerharts-Straße 7 | Bild gesucht Die Wikipedia wünscht sich an dieser Stelle ein Bild vom hier behandelten Ort. Falls du dabei helfen möchtest, erklärt die Anleitung , wie das geht. BW | Hier wohnte Siegfried Heinz Weinberg Jg. 1906 deportiert Bergen-Belsen befreit in Tröbnitz tot an Haftfolgen 7.5.1945                   | 4. Feb. 2008  |                                                                            |
| Amely Weinberg           | Karl-Gerharts-Straße 7 | Bild gesucht Die Wikipedia wünscht sich an dieser Stelle ein Bild vom hier behandelten Ort. Falls du dabei helfen möchtest, erklärt die Anleitung , wie das geht. BW | Hier wohnte Amely Weinberg geb. Cohen Jg. 1908 deportiert 1942 Bergen-Belsen überlebt                                                   | 4. Feb. 2008  |                                                                            |
| Leopold Sternheim        | Kirchhofsweg 12        | Bild gesucht Die Wikipedia wünscht sich an dieser Stelle ein Bild vom hier behandelten Ort. Falls du dabei helfen möchtest, erklärt die Anleitung , wie das geht. BW | Hier wohnte Leopold Sternheim Jg. 1882 deportiert für tot erklärt                                                                       | 13. März 2007 |                                                                            |
| Emma Sternheim           | Kirchhofsweg 12        | Bild gesucht Die Wikipedia wünscht sich an dieser Stelle ein Bild vom hier behandelten Ort. Falls du dabei helfen möchtest, erklärt die Anleitung , wie das geht. BW | Hier wohnte Emma Sternheim geb. Oppenheimer Jg. 1890 deportiert für tot erklärt                                                         | 13. März 2007 |                                                                            |
| Hans Sternheim           | Kirchhofsweg 12        | Bild gesucht Die Wikipedia wünscht sich an dieser Stelle ein Bild vom hier behandelten Ort. Falls du dabei helfen möchtest, erklärt die Anleitung , wie das geht. BW | Hier wohnte Hans Sternheim Jg. 1912 deportiert für tot erklärt                                                                          | 13. März 2007 |                                                                            |
| Edith Sternheim          | Kirchhofsweg 12        | Bild gesucht Die Wikipedia wünscht sich an dieser Stelle ein Bild vom hier behandelten Ort. Falls du dabei helfen möchtest, erklärt die Anleitung , wie das geht. BW | Hier wohnte Edith Sternheim Jg. 1913 deportiert für tot erklärt                                                                         | 13. März 2007 |                                                                            |
| Ursula Sternheim         | Kirchhofsweg 12        | Bild gesucht Die Wikipedia wünscht sich an dieser Stelle ein Bild vom hier behandelten Ort. Falls du dabei helfen möchtest, erklärt die Anleitung , wie das geht. BW | Hier wohnte Ursula Sternheim Jg. 1922 deportiert 1942 ???                                                                               | 4. Feb. 2008  |                                                                            |
| Juda Oppenheimer         | Kirchhofsweg 12        | Bild gesucht Die Wikipedia wünscht sich an dieser Stelle ein Bild vom hier behandelten Ort. Falls du dabei helfen möchtest, erklärt die Anleitung , wie das geht. BW | Hier wohnte Juda Oppenheimer Jg. 1857 deportiert 1942 ermordet für tot erklärt                                                          | 13. Aug. 2010 |                                                                            |
| Julie Silberberg         | Kirchstraße 33         | Bild gesucht Der Benutzer GeorgDerReisende ( Diskussion ) wünscht sich an dieser Stelle ein Bild vom Ort mit diesen Koordinaten 51.414576 7.567514 . Motiv: Kirchstraße 33: Stolpersteine für die Familie Silberberg, die Lage und das Haus Falls du dabei helfen möchtest, erklärt die Anleitung , wie das geht. BW                | Hier wohnte Julie Silberberg Jg. 1866 deportiert 1942 Theresienstadt ermordet 1942                                                      | 13. März 2007 |                                                                            |
| Meta Silberberg          | Kirchstraße 33         | Bild gesucht Die Wikipedia wünscht sich an dieser Stelle ein Bild vom hier behandelten Ort. Falls du dabei helfen möchtest, erklärt die Anleitung , wie das geht. BW | Hier wohnte Meta Silberberg Jg. 1887 deportiert 1942 Theresienstadt ermordet 1943 in Auschwitz                                          | 13. März 2007 |                                                                            |
| Lucie Silberberg         | Kirchstraße 33         | Bild gesucht Die Wikipedia wünscht sich an dieser Stelle ein Bild vom hier behandelten Ort. Falls du dabei helfen möchtest, erklärt die Anleitung , wie das geht. BW | Hier wohnte Lucie Silberberg Jg. 1898 deportiert 1942 Theresienstadt ermordet 1943 in Auschwitz                                         | 13. März 2007 |                                                                            |
| Herta Silver             | Kirchstraße 33         | Bild gesucht Die Wikipedia wünscht sich an dieser Stelle ein Bild vom hier behandelten Ort. Falls du dabei helfen möchtest, erklärt die Anleitung , wie das geht. BW | Hier wohnte Herta Silver geb. Silberberg Jg. 1904 Flucht 1935 England überlebt                                                          | 13. März 2007 |                                                                            |
| Johannes Baumöller       | Mühlenstraße 22        | Bild gesucht Der Benutzer GeorgDerReisende ( Diskussion ) wünscht sich an dieser Stelle ein Bild vom Ort mit diesen Koordinaten 51.439064 7.571068 . Motiv: Mühlenstraße 22: Stolperstein für Johannes Baumöller, die Lage und das Haus Falls du dabei helfen möchtest, erklärt die Anleitung , wie das geht. BW                    | Hier wohnte Johannes Baumöller Jg. 1898 deportiert 20.4.1942 Warta/Polen tot 12.1.1944                                                  | 4. Feb. 2008  |                                                                            |
| Ludwig H. A. Tappe       | Nordwall 2             | Bild gesucht Der Benutzer GeorgDerReisende ( Diskussion ) wünscht sich an dieser Stelle ein Bild vom Ort mit diesen Koordinaten 51.442427 7.568079 . Motiv: Nordwall 2: Stolperstein für Ludwig H. A. Tappe, die Lage und das Haus Falls du dabei helfen möchtest, erklärt die Anleitung , wie das geht. BW                         | Hier wohnte Ludwig H. A. Tappe Jg. 1896 verhaftet 20.2.1943 hingerichtet 25.10.1943 Brandenburg                                         | 5. Sep. 2006  |                                                                            |
| Willi Heimann            | Ostenstraße 35a        | Bild gesucht Der Benutzer GeorgDerReisende ( Diskussion ) wünscht sich an dieser Stelle ein Bild vom Ort mit diesen Koordinaten 51.442612 7.572764 . Motiv: Ostenstraße 35a: Stolperstein für Willi Heimann, die Lage und das Haus Falls du dabei helfen möchtest, erklärt die Anleitung , wie das geht. BW                         | Hier wohnte Willi Heimann Jg. 1897 deportiert Auschwitz ermordet 1943                                                                   | 13. März 2007 |                                                                            |
| Ilse Rentzing            | Rathausstraße 31       | Bild gesucht Der Benutzer GeorgDerReisende ( Diskussion ) wünscht sich an dieser Stelle ein Bild vom Ort mit diesen Koordinaten 51.444454 7.564449 . Motiv: Rathausstraße 31: Stolpersteine für Julian Banas und Ilse Rentzing, die Lage und das Haus Falls du dabei helfen möchtest, erklärt die Anleitung , wie das geht. BW      | Ilse Rentzing geb. Schwerm Jg. 1916 denunziert verhaftet 28.5.1942 Flucht in den Tod 28.5.1942 Arrestzelle im Rathaus                   | 4. Feb. 2008  |                                                                            |
| Josef A. Senft           | Rathausstraße 31       | Bild gesucht Die Wikipedia wünscht sich an dieser Stelle ein Bild vom hier behandelten Ort. Falls du dabei helfen möchtest, erklärt die Anleitung , wie das geht. BW | Josef A. Senft ... | 13. Dez. 2019 |                                                                            |
| Julian Banas             | Rathausstraße 31       | Bild gesucht Die Wikipedia wünscht sich an dieser Stelle ein Bild vom hier behandelten Ort. Falls du dabei helfen möchtest, erklärt die Anleitung , wie das geht. BW | Julian Banas Jg. 1914 Zwangsarbeiter verhaftet 1941 Zuchthaus Dortmund- Steinwache hingerichtet 27.7.1942                               |               |                                                                            |
| Alex Marcus              | Reichshofstraße 115 ·  | Bild gesucht Der Benutzer GeorgDerReisende ( Diskussion ) wünscht sich an dieser Stelle ein Bild vom Ort mit diesen Koordinaten 51.42042 7.525431 . Motiv: Reichshofstraße 115: Stolpersteine für das Ehepaar Marcus, die Lage und das Haus Falls du dabei helfen möchtest, erklärt die Anleitung , wie das geht. BW                | Hier wohnte Alex Marcus Jg. 1876 deportiert ???                                                                                         | 13. März 2007 |                                                                            |
| Minna Marcus             | Reichshofstraße 115 ·  | Bild gesucht Die Wikipedia wünscht sich an dieser Stelle ein Bild vom hier behandelten Ort. Falls du dabei helfen möchtest, erklärt die Anleitung , wie das geht. BW | Hier wohnte Minna Marcus geb. Giesberg Jg. 1888 deportiert 1943 ermordet in Auschwitz                                                   | 13. März 2007 |                                                                            |
| Rosalie Sternheim        | Unterdorfstraße 42 ·   | Bild gesucht Der Benutzer GeorgDerReisende ( Diskussion ) wünscht sich an dieser Stelle ein Bild vom Ort mit diesen Koordinaten 51.414556 7.559119 . Motiv: Unterdorfstraße 42: Stolpersteine für die Familie Sternheim, die Lage und das Haus Falls du dabei helfen möchtest, erklärt die Anleitung , wie das geht. BW             | Hier wohnte Rosalie Sternheim Jg. 1873 deportiert 1942 Treblinka ermordet                                                               | 13. Aug. 2010 |                                                                            |
| Henriette Sternheim      | Unterdorfstraße 42 ·   | Bild gesucht Die Wikipedia wünscht sich an dieser Stelle ein Bild vom hier behandelten Ort. Falls du dabei helfen möchtest, erklärt die Anleitung , wie das geht. BW | Hier wohnte Henriette Sternheim Jg. 1882 deportiert 1942 Treblinka ermordet                                                             | 13. Aug. 2010 |                                                                            |
| Ella Sternheim           | Unterdorfstraße 42 ·   | Bild gesucht Die Wikipedia wünscht sich an dieser Stelle ein Bild vom hier behandelten Ort. Falls du dabei helfen möchtest, erklärt die Anleitung , wie das geht. BW | Hier wohnte Ella Sternheim Jg. 1884 deportiert 1942 ermordet für tot erklärt                                                            | 13. Aug. 2010 |                                                                            |
| Toni Kettler             | Unterdorfstraße 42 ·   | Bild gesucht Die Wikipedia wünscht sich an dieser Stelle ein Bild vom hier behandelten Ort. Falls du dabei helfen möchtest, erklärt die Anleitung , wie das geht. BW | Hier wohnte Toni Kettler geb. Sternheim Jg. 1884 deportiert 1942 Minsk ermordet                                                         | 13. Aug. 2010 |                                                                            |